# Vogue Williams
Vogue Williams (Dublín; 2 de octubre de 1985) es una modelo y personalidad de televisión y radio irlandesa, más conocida por participar en la versión australiana de Dancing with the Stars y en Stepping Out y por ganar el concurso de 2015, Bear Grylls: Mission Survive.

## Primeros años y educación
Nacida en Portmarnock,  cerca de Dublín, los padres de Vogue, Sandra y Freddie, se separaron cuando ella contaba con siete años. Tiene un hermano. Williams asistió a una escuela dominicana solo para niñas en Dublín y entonces, con la insistencia de su padrastro Neil, quien es promotor, se graduó con un grado en diseño y gestión de construcciones en la Universidad Robert Gordon   en Aberdeen. Como parte de su grado, Williams trabajó seis meses en Londres en lugares en edificación. Luego volvió a Dublín para continuar sus estudios en el Instituto de Tecnología de Dublín.

## Carrera
Su carrera comenzó en noviembre de 2010 con la serie de televisión irlandesa Fade Street, una versión de The Hills que sigue la vida de 4 jóvenes irlandeses en Dublín. Los episodios se centraban en el trabajo de Vogue en Stellar Magazine, aprendiendo actuación y su pasión por la profesión de DJ.
En abril de 2012, Williams participó en la versión australiana de Dancing with the Stars y fue compañera de Christopher Page. Fueron la tercera pareja eliminada del concurso.
En 2013, Williams y Brian McFadden figuraron en la competición de danza de ITV, Stepping Out. La pareja quedó segunda en la competición.
En febrero de 2015, Williams confirmó su participación en el reality de ITV, Bear Grylls: Mission Survive que se comenzó a emitir en febrero de 2015, ganó el concurso derrotando a Kelly Holmes y Mike Tindall.
En diciembre de 2015, Williams apareció junto a Brian McFadden en un episodio de Catchphrase. En junio de 2016, fue una de las panelistas invitadas en Loose Women. A finales de octubre de 2016 y como especial de Halloween fue invitada a Celebrity Haunted Hotel en W.
Williams presentó su propia serie de televisión de cuatro partes llamada Vogue Williams – On the Edge, en la cual investigó problemas de los mileniales, la ansiedad social, los cambios de sexo y la obsesión por el 'cuerpo perfecto'.
Iba a tomar parte en el concurso The Jump en Canal 4 en febrero de 2017, pero lo rechazó por roturas y fue reemplazada por Amy Willerton.

## Vida personal
En mayo de 2011, comenzó a salir con el cantante de Westlife, Brian McFadden. Su compromiso se anunció en enero de 2012 y se casaron en septiembre de ese mismo año en Florencia, Italia. En junio de 2015, Vogue compró un apartamento en su ciudad natal, Dublín. En julio de 2015, Williams y McFadden anunciaron su separación. Se divorciaron en 2017.

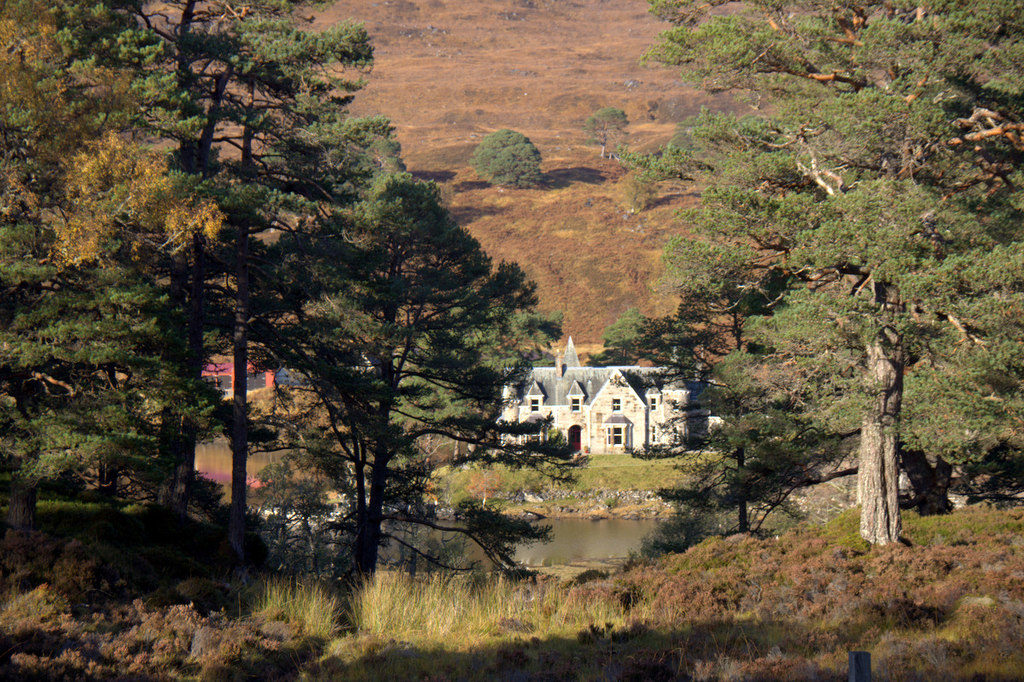
Glen Affric, la propiedad de la familia del novio en la que se casaron Williams y Matthews.

Williams apareció en el programa de ITV, Loose Women hablando de su relación con Spencer Matthews, famoso por su participación en Made In Chelsea. Matthews y Williams se comprometieron en enero de 2018.
Se casó con Spencer Matthews en junio de 2018, en la propiedad familiar de Glen Affric cerca de Inverness. Spencer es el segundo hijo de David Matthews, Laird de Glen Affric y su segunda esposa, Jane Spencer Parker. 
En marzo de 2018 anunció que estaba embarazada de su primer hijo. El 5 de septiembre de 2018 dio a luz a un varón al que la pareja llamó Theodore Frederick Michael Matthews.
En marzo de 2020 la pareja anunció que esperaban su segundo hijo. El 22 de julio de 2020, Vogue dio a luz a una niña llamada Gigi Margaux Matthews.
En octubre de 2021 anunció que estaban esperando su tercer hijo. Su hijo, Otto James, nació el 18 de abril de 2022.